# Batalla del río Ebro
La batalla del río Ebro fue una batalla naval entre la flota cartaginesa y la romana cerca de la desembocadura del río Ebro en la primavera de 217 a. C. La primera flota estaba compuesta aproximadamente por 40 quinquerremes bajo el mando de Himilcón, y la segunda de unas 55 naves al mando de Cneo Cornelio Escipión Calvo.
El contingente naval cartaginés fue completamente derrotado gracias a un ataque sorpresa de las naves romanas. Los cartagineses, por culpa de esta derrota, perdieron 29 naves más el control de la zona naval de Hispania. Además, la reputación de los romanos se incrementó en la península ibérica tras su victoria, provocando la rebelión de algunas de las tribus hispanas que se encontraban bajo el dominio cartaginés.

## Preludio
Tras la derrota de Hannón en la batalla de Cissa en el invierno del 218 a. C., Cneo Escipión había dedicado todo su tiempo a consolidar su control de las regiones del norte del Ebro, así como a realizar incursiones por el territorio cartaginés al sur del río, partiendo desde su base en Tarraco (actual Tarragona). Cneo Escipión no había recibido refuerzos de importancia desde Roma, mientras que Asdrúbal Barca, el comandante cartaginés en Hispania, había incrementado el número de levas ibéricas para reforzar sustancialmente su ejército.
La flota púnica en Hispania estaba compuesta por 32 quinquerremes y 5 trirremes en 218 a. C., cuando Aníbal partió de España. Durante el invierno de 218 a. C., Asdrúbal había añadido otras 10 quinquerremes a estas cifras, y había entrenado nuevas tripulaciones para las nuevas naves.
En la primavera de 217 a. C., Asdrúbal preparó una expedición combinada por tierra y mar hacia el territorio romano al norte del Ebro. El mismo Asdrúbal dirigió al ejército de tierra, del cual se desconocen sus números exactos, mientras que su segundo al mando, Himilcón, dirigía la flota. La expedición seguía la línea de la costa, y todas las noches la flota se resguardaba acercándose a tierra, junto con el ejército.
Cneo Escipción, temiendo que el ejército cartaginés le superara en número, decidió enfrentarse en una batalla naval. Aunque sólo podía contar con 35 quinquerremes (25 de sus naves habían sido enviadas de vuelta a Italia después de que un ataque cartaginés provocara serias bajas entre sus tripulaciones, y puede que algunos de sus marineros hubiesen sido destinados a guarniciones en tierra), la ciudad griega y aliada de Masilia aportó otras 20 naves más para la flota.

## La batalla
Tras alcanzar el río Ebro, la flota cartaginesa quedó amarrada cerca del delta. Los marineros y la tripulación dejaron las naves para buscar alimento en tierra, puesto que no contaban con naves de transporte que llevaran provisiones para la flota. Aunque Asdrúbal había colocado exploradores en tierra para detectar las actividades de los romanos, Himilcón no había reservado naves para advertir de los movimientos de navíos enemigos. Por otro lado, un par de naves procedentes de Masilia habían logrado localizar a la flota púnica y habían logrado regresar sin ser detectadas para avisar a Cneo Cornelio Escipión de la presencia cartaginesa. La flota romana había navegado desde Tarraco y estaba posicionada a tan sólo 10 millas al norte de la posición cartaginesa cuando esas noticias llegaron a su general. Las naves romanas estaban tripuladas con legionarios escogidos, y se lanzaron a atacar a la flota púnica.
Los exploradores del ejército de Asdrúbal detectaron la aproximación de la flota romana antes incluso que la propia armada púnica, y avisaron a los tripulantes de la flota del peligro que se avecinaba mediante señales de fuego. Muchos de los tripulantes habían bajado a buscar alimento, por lo que se vieron obligados a volver con prisas a ocupar las naves y a zarpar de forma desordenada. Hubo muy poca coordinación y algunas naves se vieron incluso con tripulaciones demasiado escasas para afrontar la inminente batalla por culpa de la sorpresa conseguida por los romanos. Cuando Himilcón zarpó, Asdrúbal acercó a su ejército a la costa para dar apoyo moral a su flota.
Sin embargo, no sólo tenían los romanos la ventaja de la sorpresa total y de la superioridad numérica (55 naves por tan sólo 40), sino que la efectividad de combate de las naves cartaginesas era menor debido a que una de cada cuatro naves púnicas estaba recién construida y entrenada, sin experiencia en batalla. Los romanos formaron en dos líneas con 35 naves romanas al frente y 20 naves masilianas en la retaguardia. Con esa formación y con la capacidad de navegación de las naves griegas, la flota romana conseguía contrarrestar la superior maniobrabilidad de la flota cartaginesa.
Los romanos fueron atacando a las naves cartaginesas a medida que salían del río, atacando y hundiendo 4 naves y abordando y capturando 2 más. Ante esa situación, las tripulaciones cartaginesas perdieron la esperanza, abandonaron las naves y buscaron la protección del ejército en tierra. Los romanos aprovecharon ese movimiento para tomar otras 23 naves cartaginesas abandonadas.

## Consecuencias
La derrota resultó ser decisiva a largo plazo. Asdrúbal se vio obligado a marchar de vuelta a Qart Hadasht ante la amenaza de ataques por mar sobre los territorios cartagineses. Con el contingente naval hispano destruido, Asdrúbal estaba obligado, o bien a solicitar refuerzos a Cartago, o bien a construir nuevas naves. Sin embargo, no pudo hacer ninguna de las dos cosas. La mala actuación de las tropas hispanas supuso su licenciamiento en deshonor, lo cual fue la chispa que encendería una rebelión de la tribu de los turdetanos, que obligaría a Cartago a enviar 4000 hombres de infantería y 500 de caballería a Asdrúbal. Este necesitaría todo el año 216 a. C. para sofocar la rebelión.
Aunque la principal flota cartaginesa capturaría más tarde una flota de suministros dirigida a Hispania en 217 a. C. desde Cosa, en Italia, Publio Cornelio Escipión desembarcaría con 8000 soldados a finales de año, con el mandato del Senado romano de evitar que le llegase cualquier tipo de ayuda a Aníbal desde España. Serían los últimos refuerzos que Roma enviase a Hispania hasta 211 a. C. y, con ellos, los hermanos Escipión asolarían la Hispania cartaginesa y se encontrarían con Asdrúbal en la batalla de Dertosa en 215 a. C.
Cneo Escipión se aseguró de que los suministros romanos por mar no pudiesen ser interceptados por la flota cartaginesa de Hispania, mientras que la flota romana podría atacar los dominios cartagineses sin ningún tipo de trabas. La única gran expedición naval contra los romanos desde Hispania sería la que emprendiera Magón Barca contra Italia en 204 a. C.